# Лігво диявола
Лігво диявола (ісп. El habitante) — мексиканський фільм жахів 2017 року уругвайського режисера Гільєрмо Амоедо.

## Сюжет
Події розгортаються у Мексиці у наші дні. У трьох сестер (Марія, Каміла та Ана) з неблагополучної родини великі проблеми з боргами. І, аби розплатитися, дівчата вирішують пограбувати будинок місцевого сенатора Хосе Санчеса. І це виявилось досить легко, адже споруда не охоронялась, а окрім господарів всередині нікого не було. Сенатор віддав їм усі гроші зі свого сейфу та попросив забиратися геть, не нишпорячи будинком. Та сестрам така пересторога лише додала інтересу. Спустившись у підвал, вони знайшли там прикуту дівчинку, доньку сенатора Тамару, яка благала її звільнити. Сестри охоче звільнили бранку від пут і тим самим стали злочинницями двічі: перший раз коли здійснили пограбування і другий — випустивши на волю зло, дати раду якому не в силах ніхто.

## У ролях
| Актор                | Роль                                |
| -------------------- | ----------------------------------- |
| Марія Еволі          | Марія                               |
| Ванеса Рестрепо      | Каміла                              |
| Карла Аделл          | Ана                                 |
| Габріела де ла Гарса | Анхеліка (мати Тамари)              |
| Флавіо Медіна        | сенатор Хосе Санчес (батько Тамари) |
| Фернандо Бесерріль   | кардиналь Педро Наталь              |
| Наташа Кубрія        | Тамара (одержима дівчинка)          |
| Арнольдо Пікассо     | батько сестер                       |
| Марта Теноріо        | мати сестер                         |
| Ліз Дієппа           | Каміла (в юності)                   |
| Луїс Едуардо Реєс    | кардинал Реєс                       |
| Пабло Гіса Кестінгер | кардинал Гіса                       |